# Rokytov
Rokytov (węg. Rokitó) – wieś (obec) na Słowacji w kraju preszowskim, powiecie Bardejów. Położona w historycznym kraju Szarysz. Pierwsza wzmianka pochodzi z 1414.
Rokytov położony jest przy drodze krajowej nr 77.